# بيفي

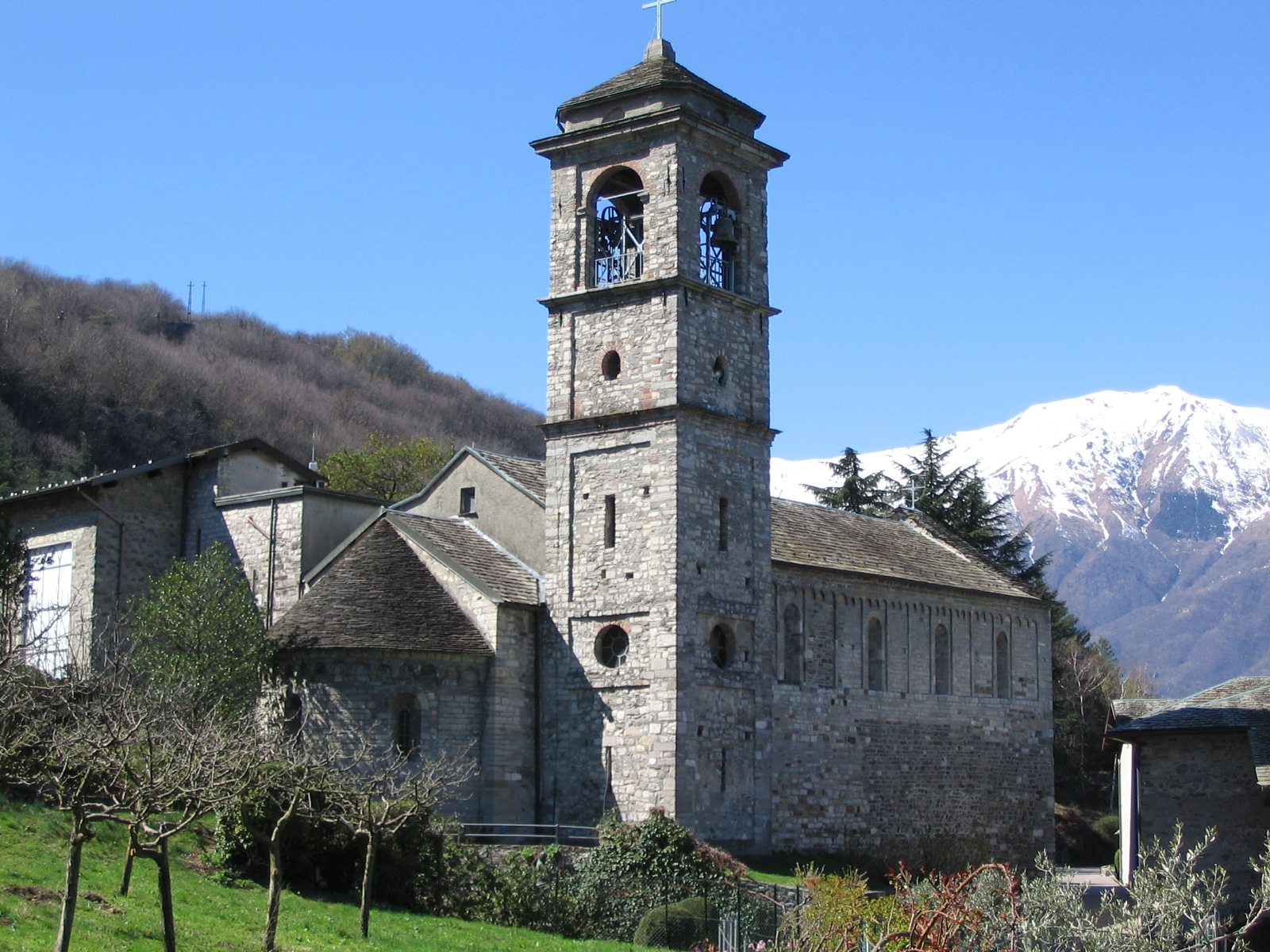
شق بيونا.

بيفي، كانت في العصور الوسطى كنيسة ريفية بها معمودية تعتمد عليها كنائس أخرى بدون معمودية.
وتنحدر الكلمة الإيطالية قطعة من الكلمة اللاتينية العوام والتي بعد توسع المسيحية في إيطاليا تم تطبيقها على مجتمع المعمدين. بدأ ظهور العديد من البييفي في القرن الخامس، حيث توسعت المسيحية في المناطق الريفية خارج المدن الرئيسية. في القرنين التاسع والعاشر، تم تصميمها غالبًا بأبراج الجرس.